# Eriopyga tenebrosa
Eriopyga tenebrosa là một loài bướm đêm trong họ Noctuidae.